# Stenothoe minuta
Stenothoe minuta är en kräftdjursart som beskrevs av Edward Morell Holmes 1903. Stenothoe minuta ingår i släktet Stenothoe och familjen Stenothoidae. Inga underarter finns listade i Catalogue of Life.